# UFC on ESPN: Luque vs. Muhammad 2
UFC on ESPN: Luque vs. Muhammad 2（ユーエフシー・オン・イーエスピーエヌ：ルケ・バーサス・ムハマッド・ツー、別名UFC on ESPN 34）は、アメリカ合衆国の総合格闘技団体「UFC」の大会の一つ。2022年4月16日、ネバダ州ラスベガスのUFC APEXで開催された。

## 大会概要
本大会はビセンテ・ルケとベラル・ムハマッドのウェルター級戦が組まれた。

## 試合結果

### プレリミナリーカード
第1試合 バンタム級 5分3R
○  アラテン・ヘイリ vs.  ケビン・クルーム ×
1R 0:47 TKO（スタンドパンチ連打）
第2試合 女子ストロー級 5分3R
○  サム・ヒューズ vs.  イステラ・ヌネス ×
3R終了 判定2-0（29-27、29-27、28-28）
第3試合 ライト級 5分3R
○  ジョーダン・レビット vs.  トレイ・オグデン ×
3R終了 判定2-1（28-29、29-28、29-28）
第4試合 ヘビー級 5分3R
○  マルティン・ブダイ vs.  クリス・バーネット ×
3R 1:35 負傷判定3-0（30-27、30-27、30-27）
第5試合 ライト級 5分3R
○  ラファ・ガルシア vs.  ジェシー・ロンソン ×
2R 4:50 リアネイキドチョーク
第6試合 ライト級 5分3R
○  ドラッカー・クロース vs.  ブランドン・ジェンキンス ×
2R 0:33 TKO（スタンドパンチ連打）
第7試合 女子バンタム級 5分3R
○  パニー・キアンザド vs.  リナ・ランズバーグ ×
3R終了 判定3-0（29-28、29-28、29-28）
第8試合 ヘビー級 5分3R
○  デビン・クラーク vs.  ウィリアム・ナイト ×
3R 3:21 TKO（右フック→パウンド）

### メインカード
第9試合 ウェルター級 5分3R
○  ムニール・ラズィーズ vs.  アンジュ・ルーサ ×
3R終了 判定3-0（30-27、30-27、30-27）
第10試合 フェザー級 5分3R
○  パット・サバティーニ vs.  TJ・ララミー ×
3R終了 判定3-0（30-26、30-26、30-26）
第11試合 女子バンタム級 5分3R
○  マイラ・ブエノ・シウバ vs.  ウー・ヤナン ×
3R終了 判定3-0（29-28、29-28、30-27）
第12試合 ウェルター級 5分3R
○  アンドレ・フィアリョ vs.  ミゲル・バエザ ×
1R 4:39 TKO（左フック）
第13試合 ミドル級 5分3R
○  カイオ・ボハーリョ vs.  ガジ・オマルガジエフ ×
3R 3:56 負傷判定3-0（29-27、29-27、29-27）
第14試合 ウェルター級 5分5R
○  ベラル・ムハマッド vs.  ビセンテ・ルケ ×
5R終了 判定3-0（49-46、49-46、49-47）

### 各賞
ファイト・オブ・ザ・ナイト：マイラ・ブエノ・シウバ vs. ウー・ヤナン
パフォーマンス・オブ・ザ・ナイト：アンドレ・フィアリョ、ドラッカー・クロース
各選手にはボーナスとして5万ドルが授与された。

### カード変更
負傷などによるカードの変更は以下の通り。